# الدواغر بهت (الصفافعة)
الدواغر بهت هي إحدى مشيخات المملكة المغربية، تتبع جغرافيا لإقليم سيدي سليمان وإداريًا لالصفافعة. يقدر عدد سكانها بـ 4539 نسمة حسب الإحصاء الرسمي للسكان والسكنى لسنة 2004.